# Aparat kompaktowy

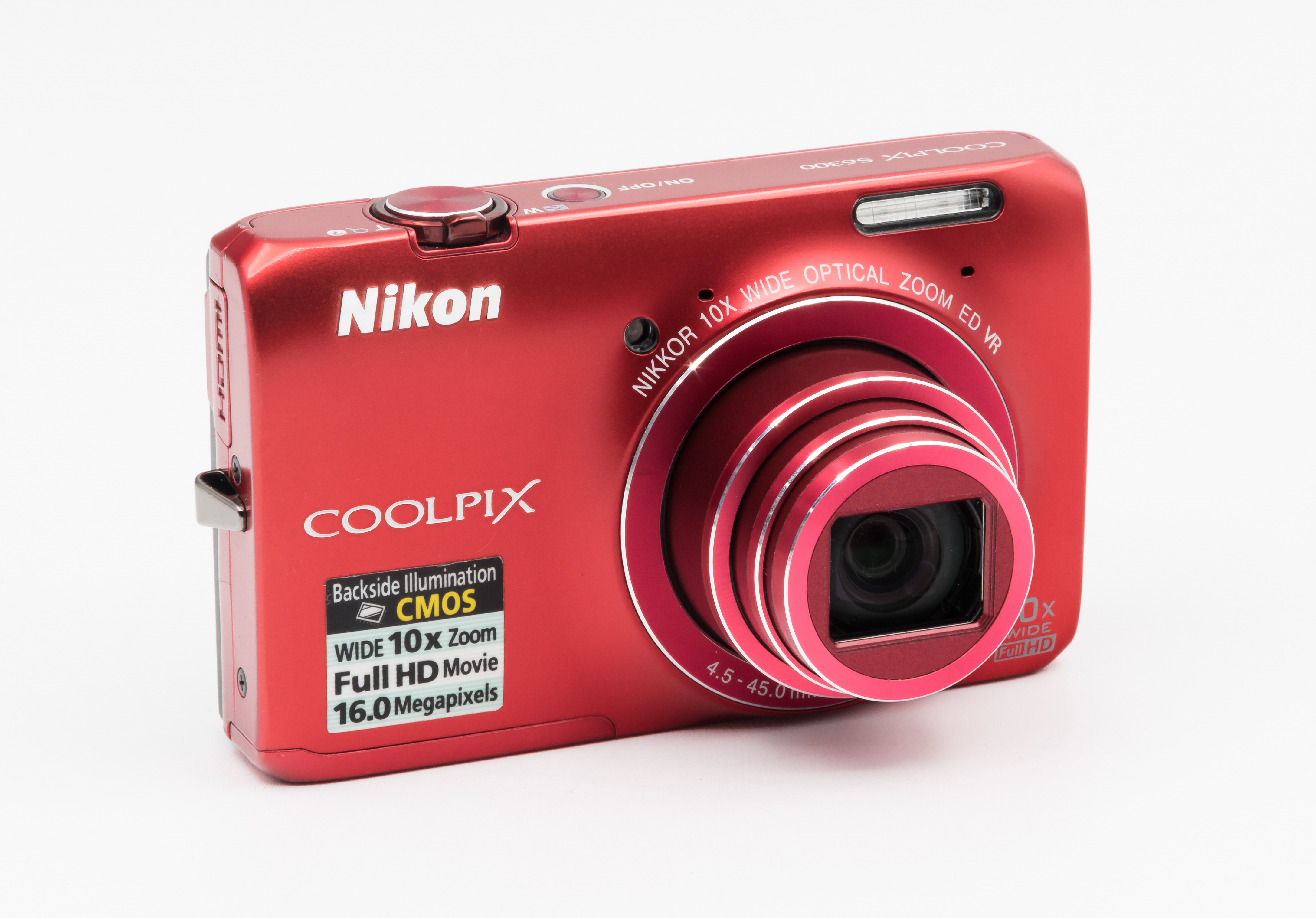
Cyfrowy Nikon Coolpix S6300

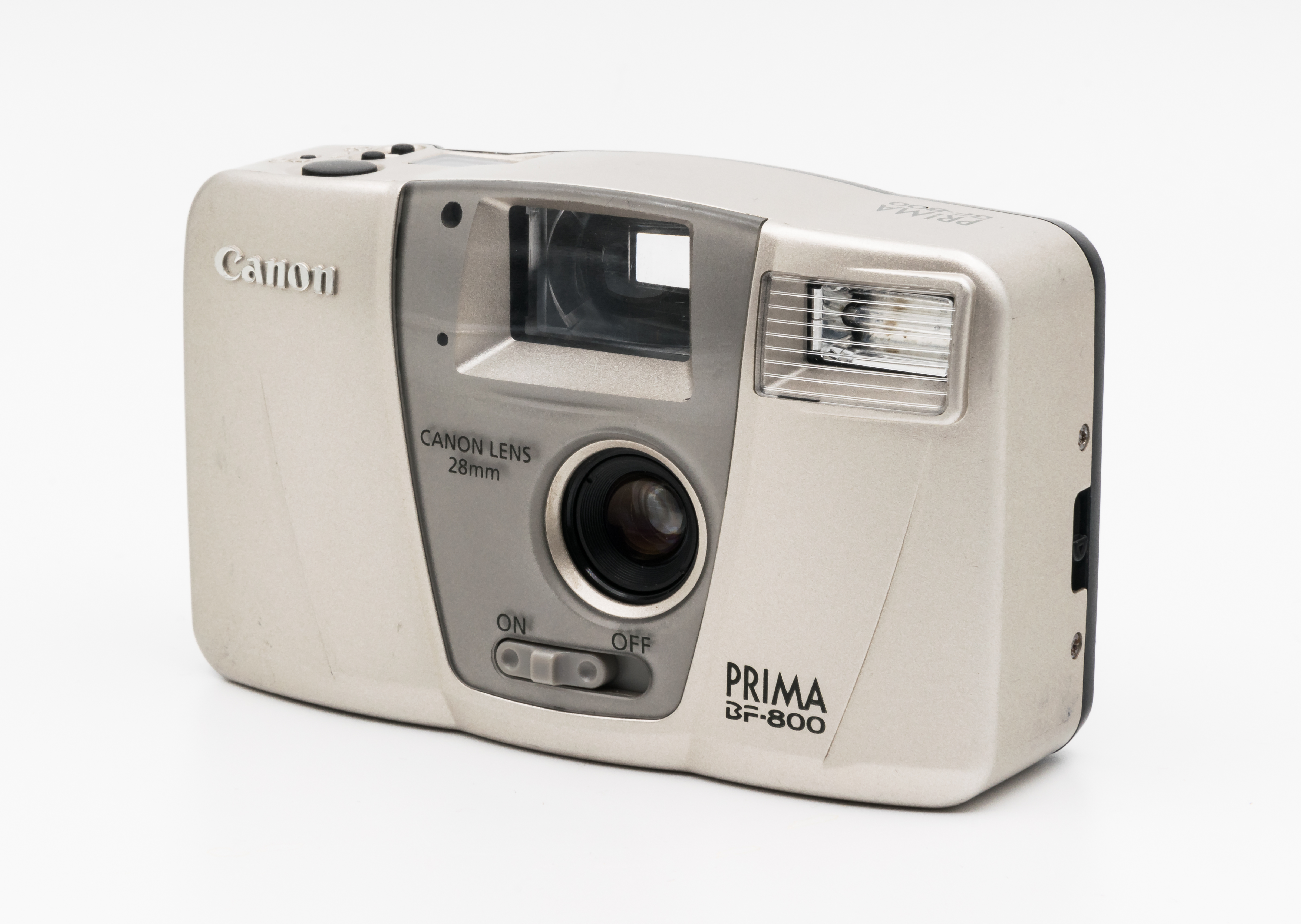
Analogowy Canon Prima BF-800

Aparat kompaktowy, potocznie kompakt (ang. compact camera) – typ popularnego aparatu fotograficznego o niewielkich rozmiarach, zwartej budowie i uproszczonej obsłudze. Jest on najczęściej wyposażony w niewymienny obiektyw stałoogniskowy lub zmiennoogniskowy.
W kompaktach klasycznych celownik umieszczony był nad obiektywem, co powodowało występowanie zjawiska paralaksy. Segment kompaktów z czasem wypełniły kompakty cyfrowe, pozbawione wizjera, wyposażone w duży, czytelny ekran LCD, na który przekazywany jest obraz wprost z obiektywu, i zapisujące zdjęcia na kartach pamięci.

## Historia
Historia aparatu kompaktowego sięga lat 30. XX stulecia, gdy w USA pojawił się masowo produkowany Kodak Brownie (zob. aparat skrzynkowy). W latach późniejszych, wzorem aparatów Leica, zastosowano w aparatach kompaktowych film małoobrazkowy typu 135, wizjer i dalmierz.
W latach 60.–70. postępowała automatyzacja aparatów kompaktowych. Wprowadzano w nich rozwiązania takie jak: światłomierz, autofocus, pomiar punktowy, silnik przewijający film, czytnik kodu DX, samowyzwalacz, obiektyw zmiennoogniskowy. Zaczęto je także  wyposażać w lampę błyskową. Produkowano też aparaty kompaktowe na filmy inne niż 135.
Pod koniec lat 90., rozpoczęto produkcję cyfrowych aparatów kompaktowych.
Efekty fotografowania tanimi aparatami kompaktowymi inspirowały również profesjonalnych fotografów. W połowie lat 90. powstał dział fotografii zwany łomografią (lomografią). Jego nazwa pochodzi od marki radzieckich aparatów fotograficznych Łomo.
Współcześnie aparaty kompaktowe są stopniowo wypierane z rynku zarówno przez konstrukcje prostsze, jak i bardziej rozwinięte. Większość użytkowników do codziennego fotografowania korzysta ze smartfonów, ze względu na ich uniwersalność i powszechność oraz rosnące możliwości fotograficzne. Bardziej zaawansowani użytkownicy z kolei coraz częściej rezygnują z kompaktów na rzecz tańszych modeli cyfrowych lustrzanek oraz bezlusterkowców.